# Vacupernius
Vacupernius is een geslacht van haften (Ephemeroptera) uit de familie Leptohyphidae.

## Soorten
Het geslacht Vacupernius omvat de volgende soorten:
- Vacupernius packeri
- Vacupernius rolstoni